# Javier Solana
Francisco Javier Solana de Madariaga (født 14. juli 1942 i Madrid, Spanien) var EU's høje repræsentant for den fælles udenrigs- og sikkerhedspolitik og generalsekretær for Rådet for Den Europæiske Union og Vestunionen. Han blev udnævnt til generalsekretær for Vestunionen af de 10 permanente medlemmer i november 1999. I oktober samme år blev han EU's første høje repræsentant for den fælles udenrigs- og sikkerhedspolitik og skulle således have været EU's første udenrigsminister, hvis Forfatningstraktaten var blevet ratificeret. I 2009 blev Solana afløst af britiske Catherine Ashton son EU's udenrigsrepræsentant. Fra 1995 til 1999 var Solana generalsekretær for NATO. Tidligere havde han været kultur-, udenrigs- og undervisningsminister gennem 13 år i Felipe González' regering.
Solana er uddannet i fysik fra Universidad Complutense de Madrid. I 1963 blev han bortvist fra universitetet grundet sit engagement i oppositionsbevægelsen mod landets diktator, Francisco Franco. Solana flyttede til Nederlandene og siden Storbritannien. Han studerede senere ved University of Virginia og var forsker der frem til 1971, hvor han vendte tilbage til Spanien. I 1975 blev han udnævnt til professor.
Han blev valgt til parlamentet for socialistpartiet PSOE (Partido Socialista Obrero Español) som repræsentant for lærernes fagforening. I 1982 blev han kulturminister under premierminister Felipe González, som var en nær personlig ven. I 1988 blev han undervisningsminister og fungerede nogle år som talsmand for regeringen. Han blev udnævnt til udenrigsminister i 1992, tre år før Spanien overtog formandskabet for EU. I november 1995 var Solana vært for Barcelona-konferencen, hvilket han høstede stor international anerkendelse for. Nogle uger senere blev han udpeget som ny NATO-generalsekretær efter at forgængeren Willy Claes var aftrådt efter en korruptionsskandale.
Solana er gift med Concepción Gimenéz, der er datter af en af Francos generaler. Parret har to voksne børn.